# Hakea tuberculata
Hakea tuberculata är en tvåhjärtbladig växtart som beskrevs av Robert Brown. Hakea tuberculata ingår i släktet Hakea och familjen Proteaceae. Inga underarter finns listade i Catalogue of Life.